# Ester (folkslag)

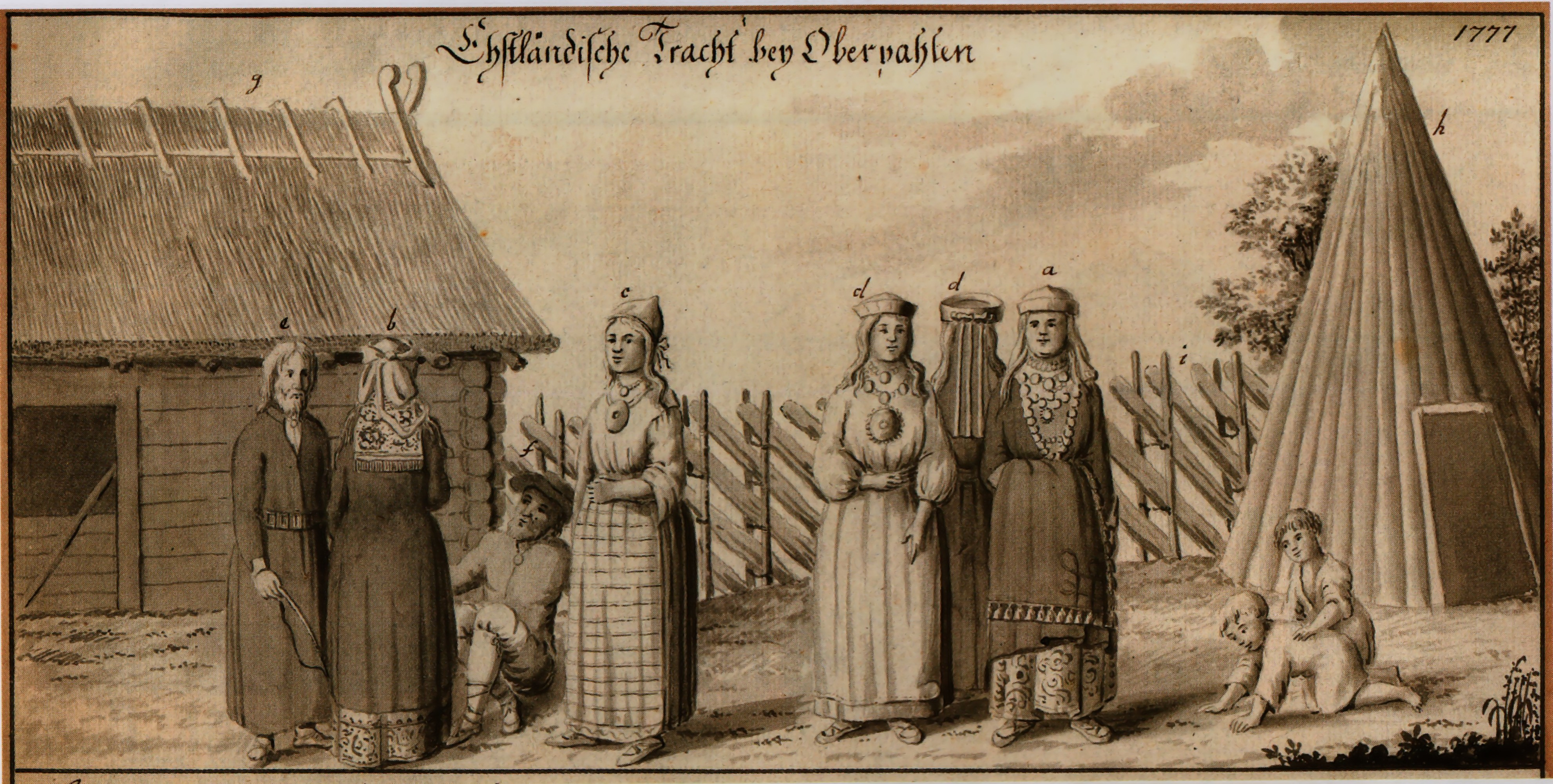
Ester i folkdräkt, 1777

Ester (estniska: eestlased), äldre namn maarahvas är ett östersjöfinskt folkslag som talar estniska, ett östersjöfinskt språk, nära besläktat med finska. De flesta ester bor i Estland.

## Historia
Estland fick en bofast befolkning för ungefär 10 000 år sedan. Trots att man inte kan veta vilket språk som talades i området vid denna tid finns det teorier som pekar mot att det för 5 000 år sedan invandrade folk som eventuellt talade ett tidigt finsk-ugriskt språk besläktat med modern estniska. Denna forskning bygger primärt på genetik, och inte språk. Lingvister har dock visat att finsk-ugriska språk dök upp långt senare runt Östersjön, förmodligen under tidig bronsålder (ca. 1 800 f.Kr.).
Namnet "Eesti", eller Estland, antas komma från germanskans Aestii som de gav åt de baltiska folk som bodde norr om floden Wisła. Den romerske historikern Tacitus omnämnde 98 e.Kr. Aestii som ett folk, och skandinaverna kallade landet söder om Finska viken "Eistland" vilket fortfarande är det isländska namnet på Estland. Protoestniska folk (liksom andra talare av östersjöfinska språk) kallades också chuder i fornslaviska krönikor.

## Genetik
N1c och R1a är de vanligaste haplogrupperna för ester med Y-kromosom; båda har en andel på mer än 30 %. 15 % har I1.